# Cine Arte Posto 4
Cine Arte Posto 4 é uma sala de cinema da cidade de Santos.

## Histórico
Fundado em 8 de novembro de 1991 e mantido pela Secretaria de Cultura (Secult), o Cine Arte Posto 4 é direcionado a exibição de filmes de arte que são comumente ignorados pelas salas comerciais. A sala foi denominada "Rubens Ewald Filho" em homenagem ao crítico de cinema santista.
Ao completar 10 anos houve uma reformulação na programação, que passou a exibir também produções alternativas de diversos países, como: França, Espanha e Japão. Foram firmadas parcerias com a Aliança Francesa e Consulado da França para a realização da mostra de Cinema Francês.
Devido a sua localização (na orla da praia), e o baixo custo do ingresso, o cinema atinge um público de aproximadamente 3.000 pessoas por mês que buscam uma boa opção de lazer e cultura. Há uma proposta de transferência do cinema para a concha acústica (localizada ao lado do Cine Arte e atualmente interditada) sob análise da Prefeitura de Santos.